# Seznam hokejistů draftovaných týmem Nashville Predators

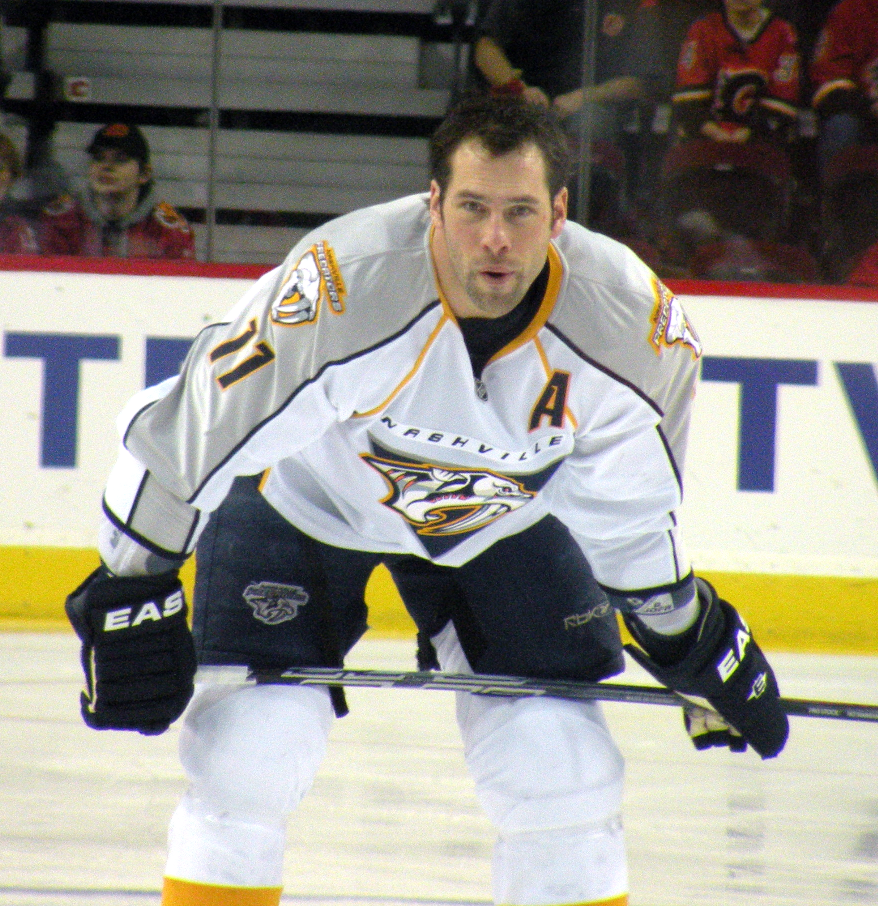
David Legwand byl draftován z 2. místa v roce 1998.

Toto je kompletní seznam hokejistů, kteří byli draftováni v NHL do týmu Nashville Predators. To zahrnuje každého hráče, který byl draftován, bez ohledu na to, zda hrál za tým.

## Draft 1. kola

### Historie prvního kola
| † | Hráč který byl vybrán do hokejové síně slávy | Hráč který byl vybrán do hokejové síně slávy | Hráč který byl vybrán do hokejové síně slávy |
| * | Draftován z 1. místa                         | Draftován z 1. místa                         | Draftován z 1. místa                         |
| ≠ | Hráč který neodehrál žádný zápas v NHL       | Hráč který neodehrál žádný zápas v NHL       | Hráč který neodehrál žádný zápas v NHL       |

| Rok  | Místo | Hráč             | Pozice       | Stát      | Předchozí tým (liga)        |
| ---- | ----- | ---------------- | ------------ | --------- | --------------------------- |
| 1998 | 2     | David Legwand    | Centr        | USA       | Plymouth Whalers (OHL)      |
| 1999 | 6     | Brian Finley     | Brankář      | Kanada    | Barrie Colts (OHL)          |
| 2000 | 6     | Scott Hartnell   | Levé křídlo  | Kanada    | Prince Albert Raiders (WHL) |
| 2001 | 12    | Dan Hamhuis      | Obránce      | Kanada    | Prince George Cougars (WHL) |
| 2002 | 6     | Scottie Upshall  | Pravé křídlo | Kanada    | Kamloops Blazers (WHL)      |
| 2003 | 7     | Ryan Suter       | Obránce      | USA       | USNTDP Juniors (USDP)       |
| 2004 | 15    | Alexandr Radulov | Pravé křídlo | Rusko     | HK MVD-THK Tver (RUS 2)     |
| 2005 | 18    | Ryan Parent      | Obránce      | Kanada    | Guelph Storm (OHL)          |
| 2006 | Nikdo | Nikdo            | Nikdo        | Nikdo     | Nikdo                       |
| 2007 | 23    | Jonathon Blum    | obránce      | USA       | Vancouver Giants (WHL)      |
| 2008 | 7     | Colin Wilson     | Centr        | USA       | Boston University (NCAA)    |
| 2008 | 18    | Chet Pickard     | Brankář      | Kanada    | Tri-City Americans (WHL)    |
| 2009 | 11    | Ryan Ellis       | Obránce      | Kanada    | Windsor Spitfires (OHL)     |
| 2010 | 18    | Austin Watson    | Pravé křídlo | USA       | Peterborough Petes (OHL)    |
| 2011 | Nikdo | Nikdo            | Nikdo        | Nikdo     | Nikdo                       |
| 2012 | Nikdo | Nikdo            | Nikdo        | Nikdo     | Nikdo                       |
| 2013 | 4     | Seth Jones       | Obránce      | USA       | Portland Winterhawks (WHL)  |
| 2014 | 11    | Kevin Fiala      | Pravé křídlo | Švýcarsko | HV71 (SHL)                  |

### Celkový výběr

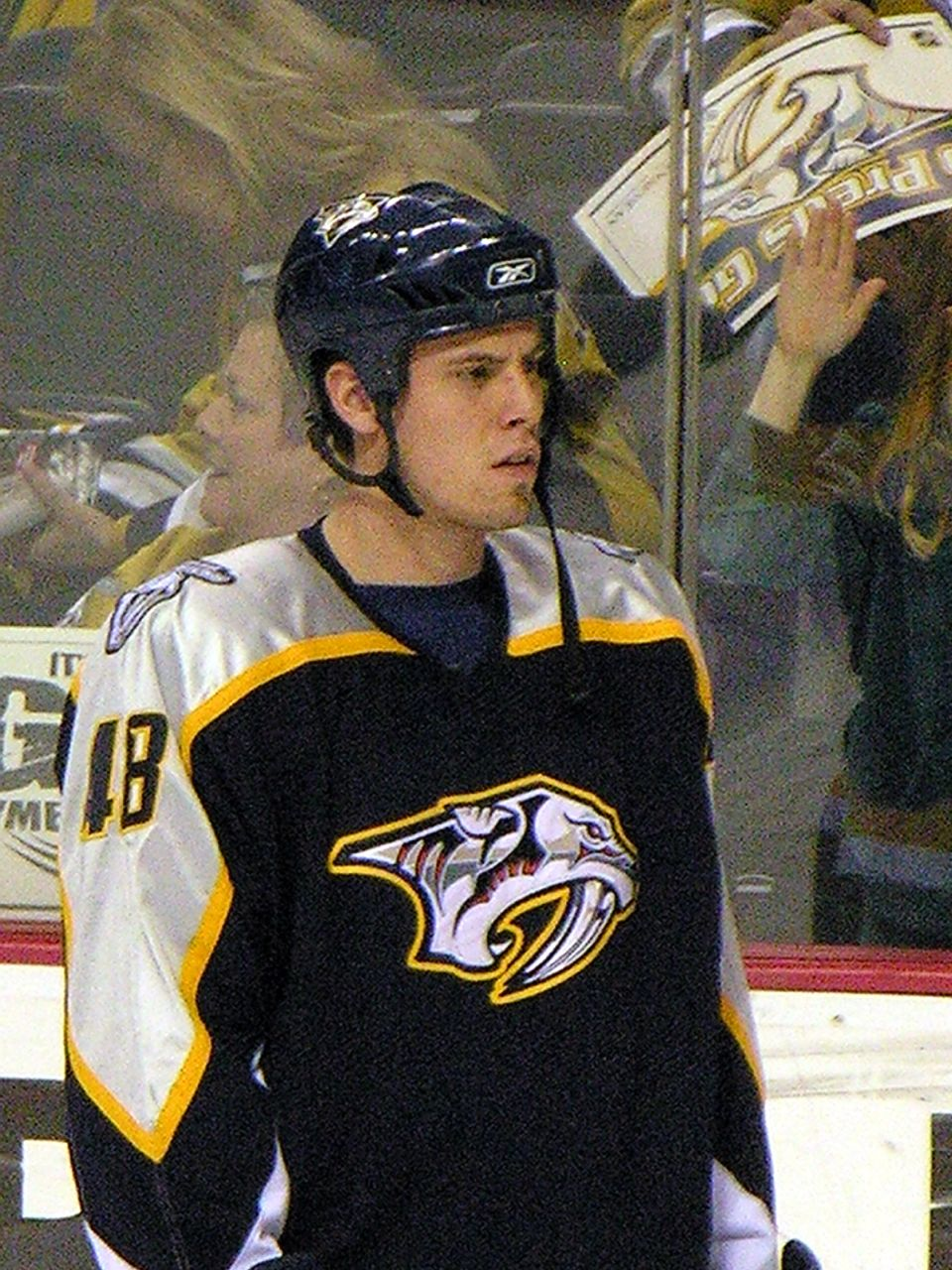
Shea Weber byl draftován ze 49. místa v roce 2003.

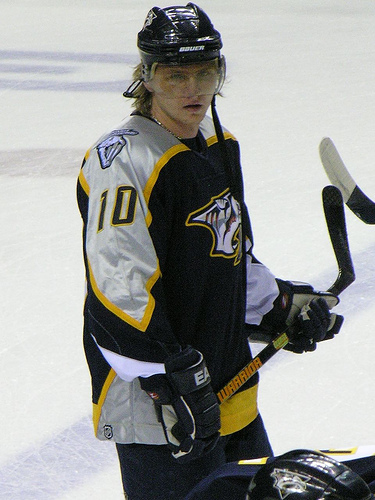
Martin Erat byl draftován z 191. místa v roce 1999.

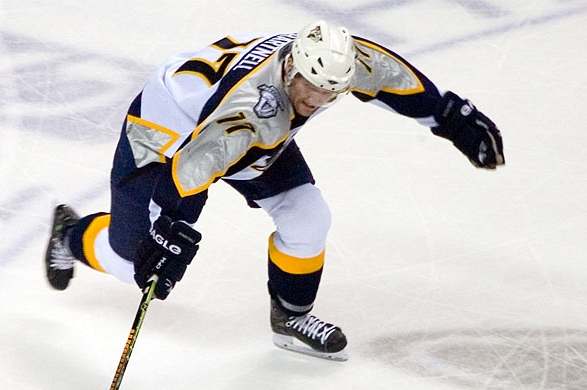
Scott Hartnell byl draftován z 6. místa v roce 2000.

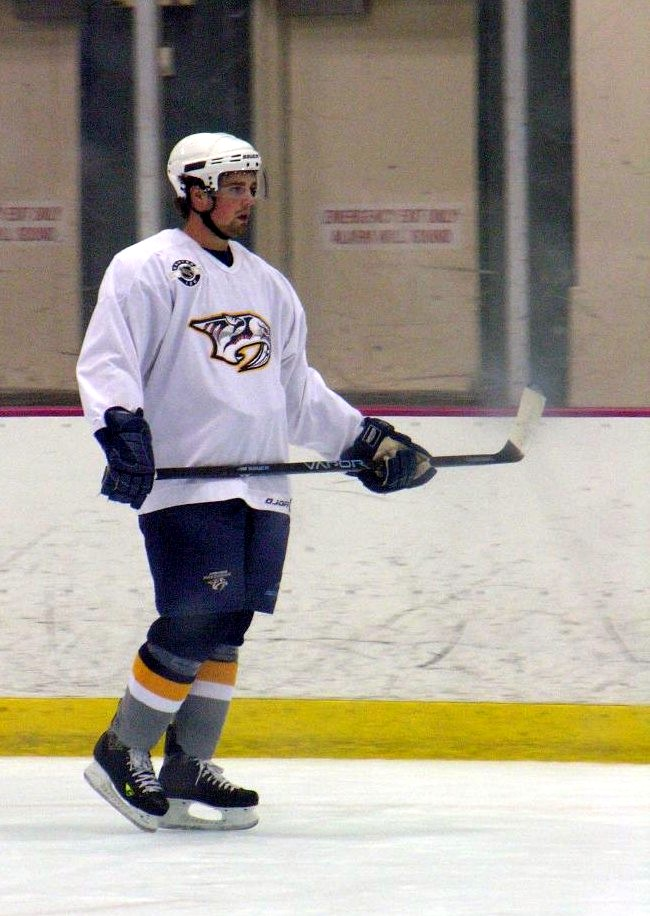
Dan Hamhuis byl draftován ze 12. místa v roce 2001.

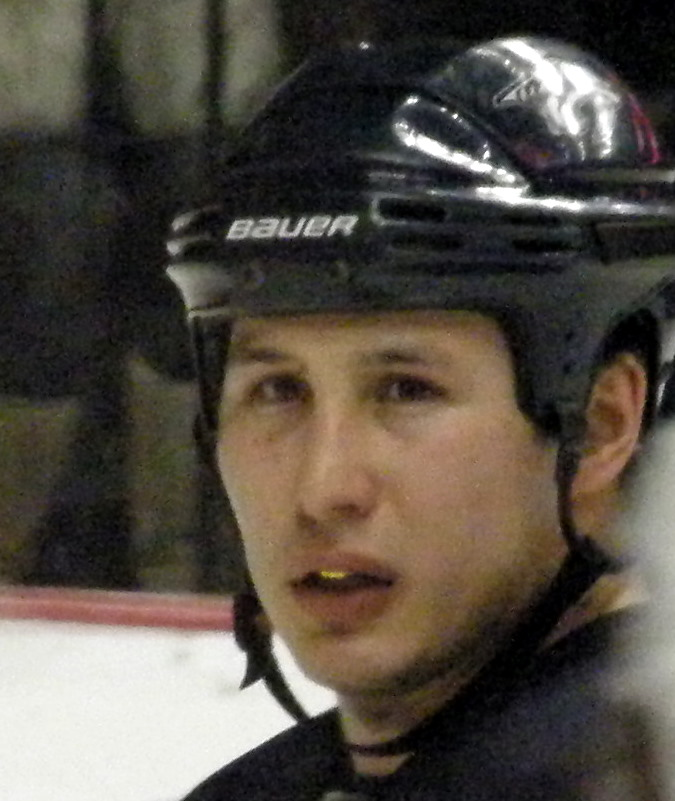
Jordin Tootoo byl draftován ze 98. místa v roce 2001.

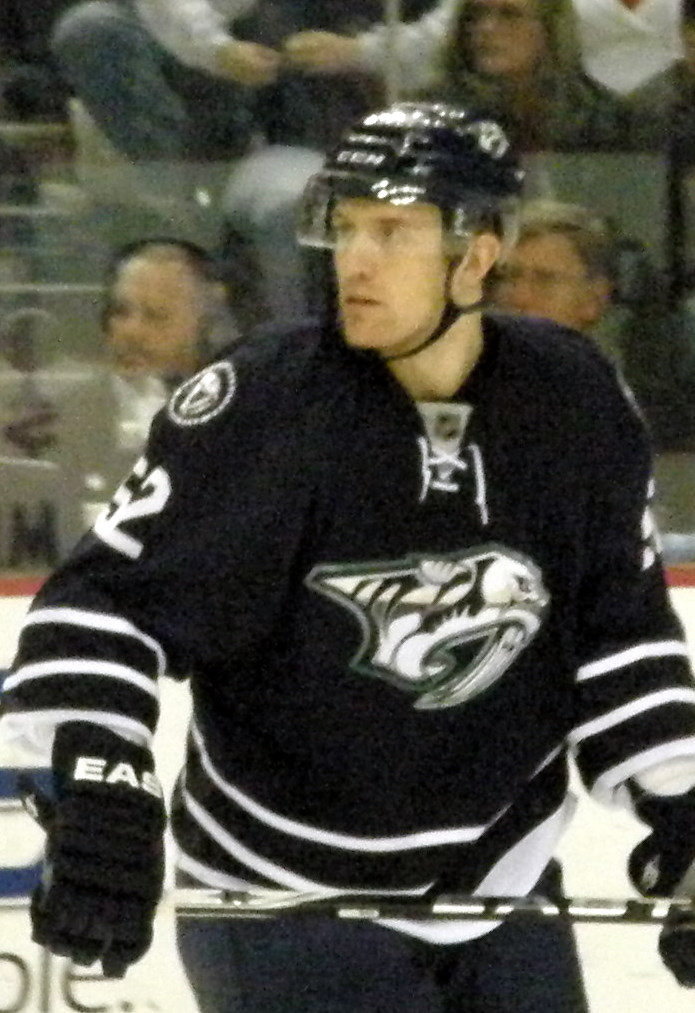
Alexander Sulzer byl draftován z 92. místa v roce 2003.

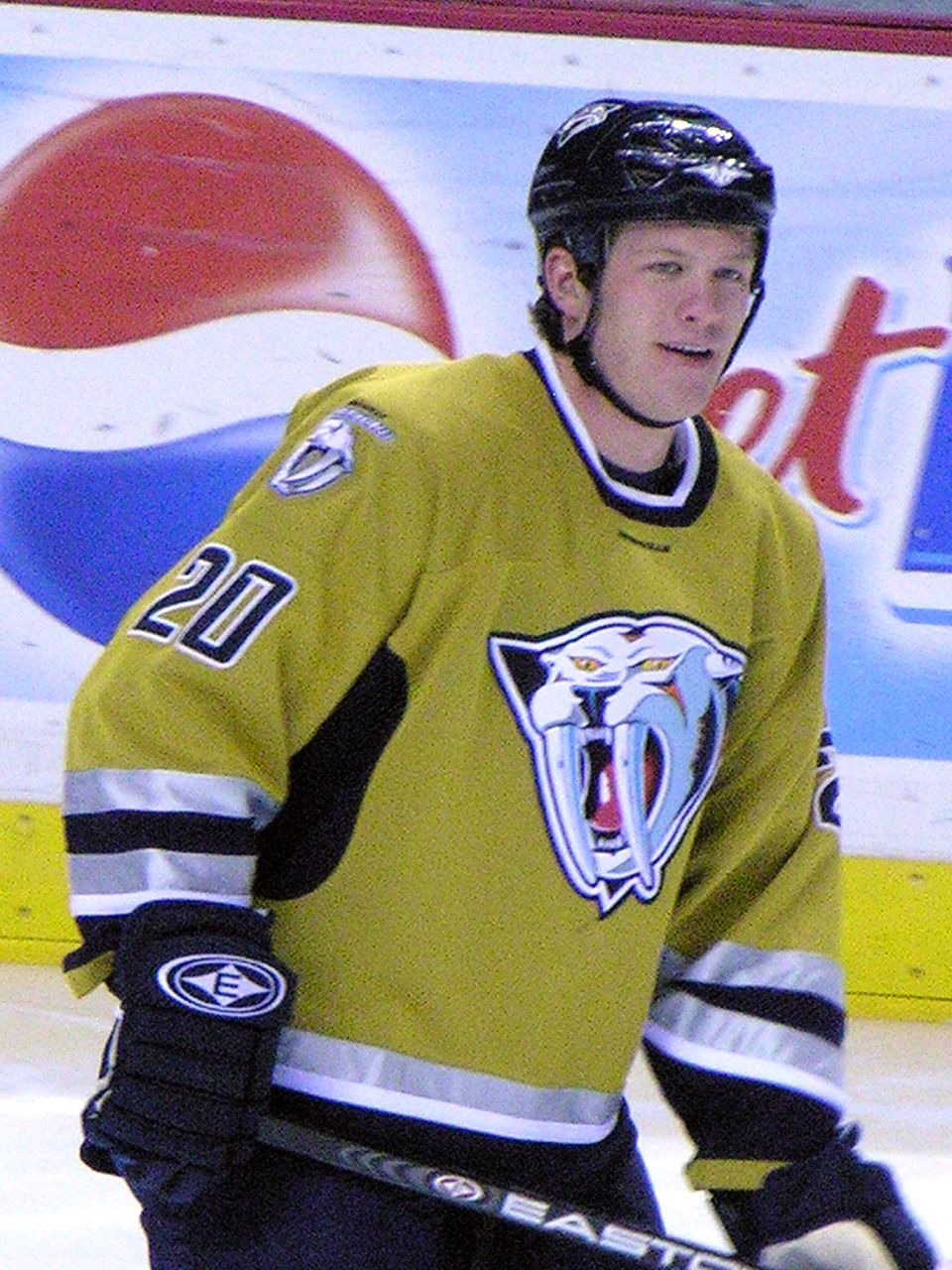
Ryan Suter byl draftován ze 7. místa v roce 2003.

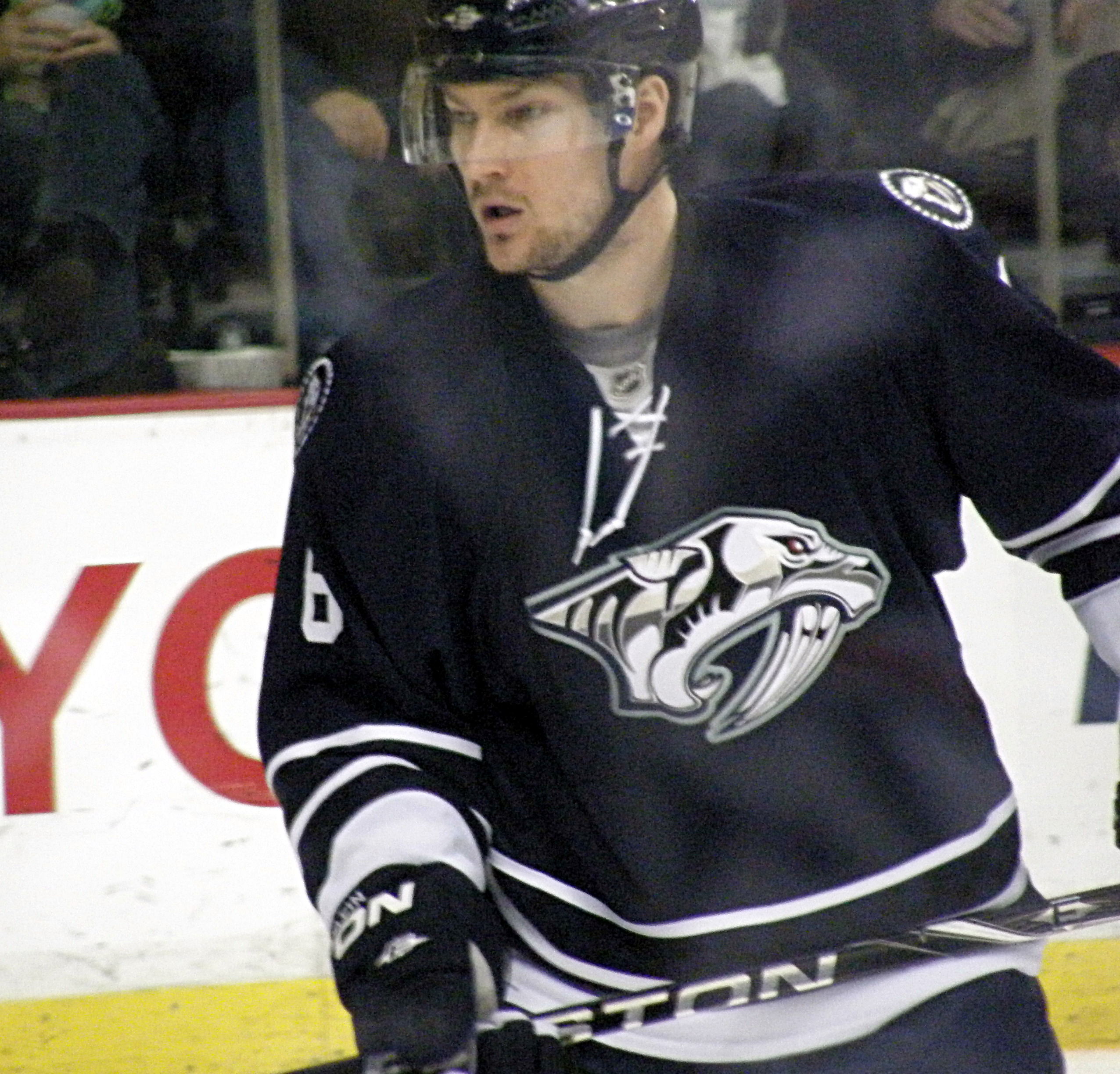
Kevin Klein byl draftován ze 37. místa v roce 2003.

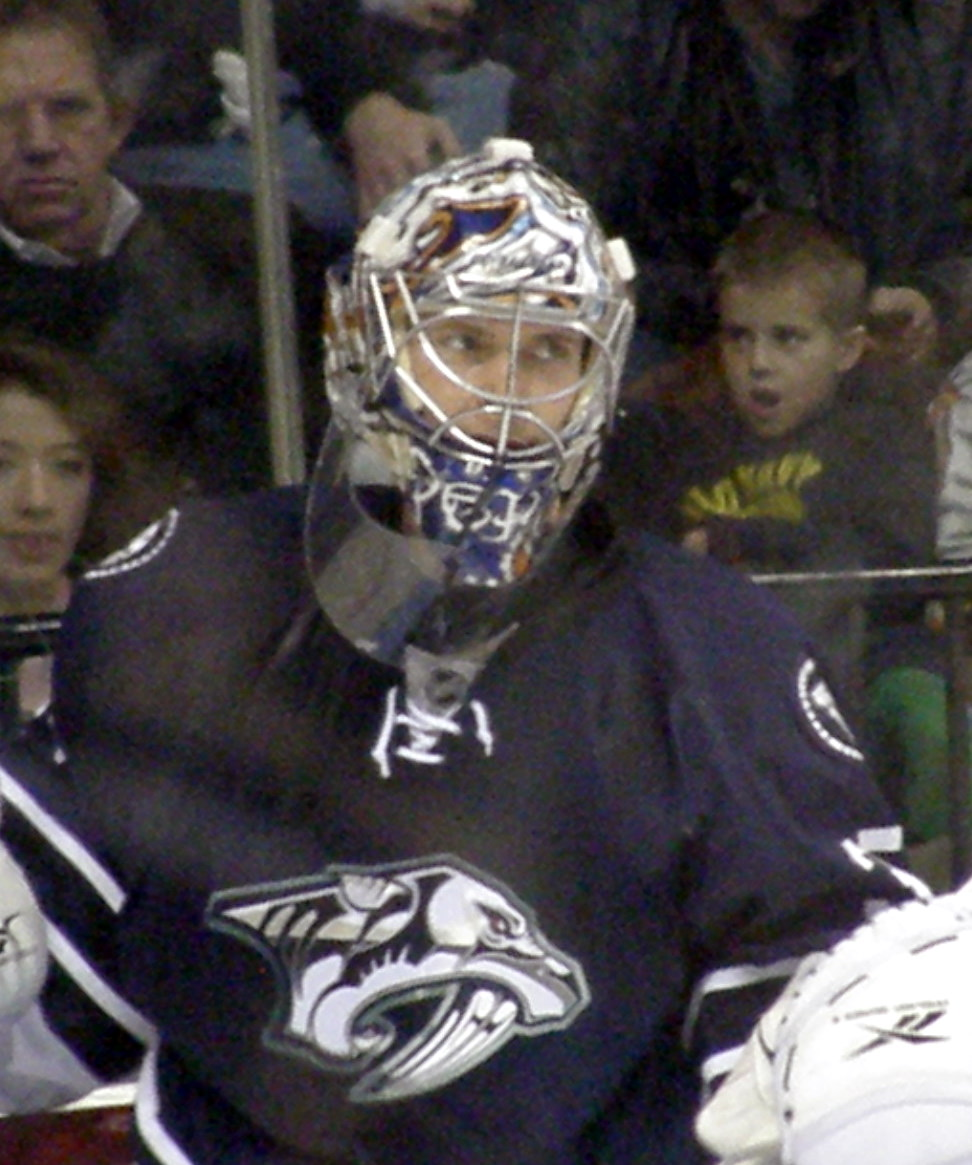
Pekka Rinne byl draftován z 258. místa v roce 2004.

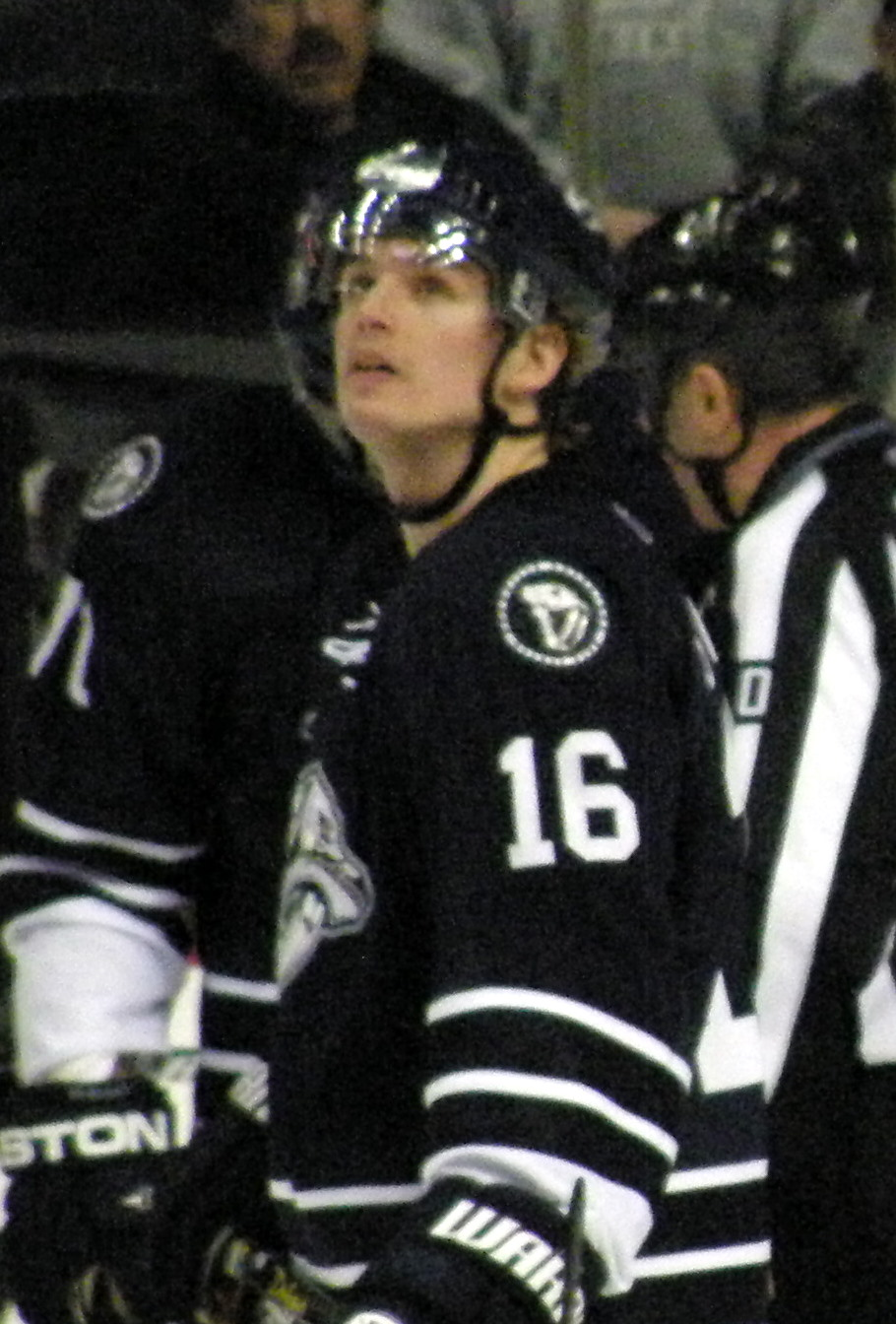
Cal O'Reilly byl draftován z 150. místa v roce 2005.

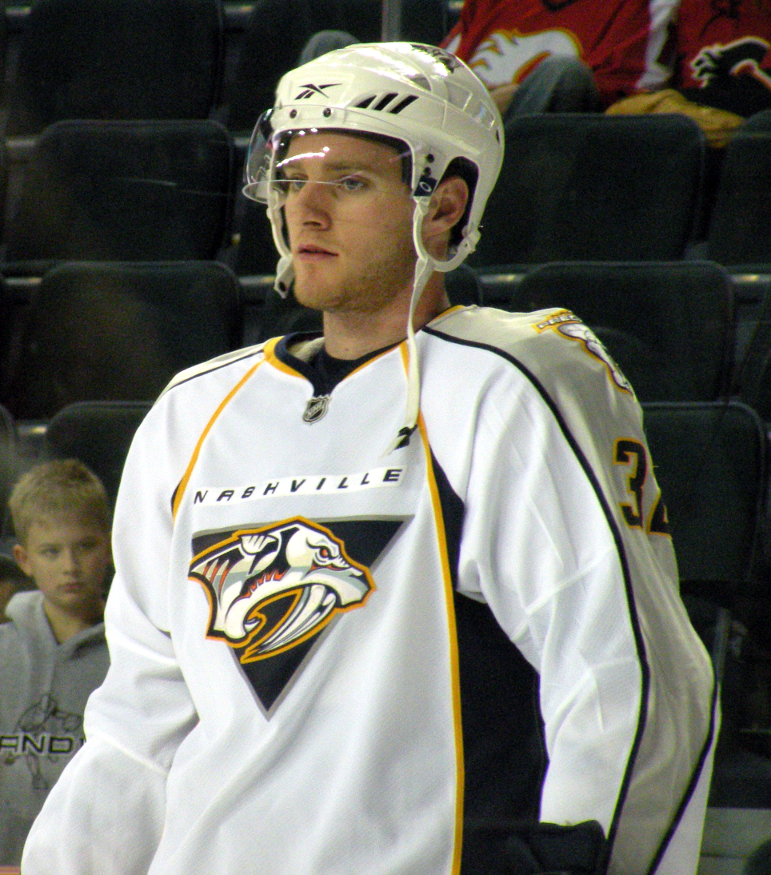
Cody Franson byl draftován ze 79. místa v roce 2005.

|  | Hráči kteří hráli nejméně jeden zápas v NHL |
|  | Hráči kteří si zahráli v NHL All-Star Game  |

| Rok  | Kolo | Místo | Hráč                    | Pozice              |
| ---- | ---- | ----- | ----------------------- | ------------------- |
| 1998 | 1    | 2     | David Legwand           | Centr               |
| 1998 | 3    | 60    | Denis Archipov          | Pravé křídlo        |
| 1998 | 3    | 85    | Geoff Koch              | Levé křídlo         |
| 1998 | 4    | 88    | Kent Sauer              | Obránce             |
| 1998 | 5    | 138   | Martin Beauchesne       | Obránce             |
| 1998 | 6    | 147   | Craig Brunel            | Pravé křídlo        |
| 1998 | 8    | 202   | Martin Bartek           | Pravé křídlo        |
| 1998 | 9    | 230   | Karlis Skrastinš        | Obránce             |
| 1999 | 1    | 6     | Brian Finley            | Brankář             |
| 1999 | 2    | 33    | Jonas Andersson         | Pravé křídlo        |
| 1999 | 2    | 52    | Adam Hall               | Pravé křídlo        |
| 1999 | 2    | 54    | Andrew Hutchinson       | Obránce             |
| 1999 | 2    | 61    | Ed Hill                 | Obránce             |
| 1999 | 2    | 65    | Ján Lašák               | Brankář             |
| 1999 | 3    | 72    | Brett Angel             | Obránce             |
| 1999 | 4    | 121   | Jevgenyj Pavlov         | Centr               |
| 1999 | 4    | 124   | Aleksandr Krevsun       | Levé křídlo         |
| 1999 | 5    | 131   | Konstantin Panov        | Pravé křídlo        |
| 1999 | 6    | 162   | Timo Helbling           | Obránce             |
| 1999 | 7    | 191   | Martin Erat             | Pravé křídlo        |
| 1999 | 7    | 205   | Kyle Kettles            | Brankář             |
| 1999 | 8    | 220   | Miroslav Ďurák          | Obránce             |
| 1999 | 9    | 248   | Darren Haydar           | Pravé křídlo        |
| 2000 | 1    | 6     | Scott Hartnell          | Levé křídlo         |
| 2000 | 2    | 36    | Daniel Widing           | Pravé křídlo        |
| 2000 | 3    | 72    | Mattias Nilsson         | Obránce             |
| 2000 | 3    | 89    | Libor Pivko             | Levé křídlo         |
| 2000 | 5    | 131   | Matt Hendricks          | Centr               |
| 2000 | 5    | 137   | Mike Stuart             | Obránce             |
| 2000 | 5    | 154   | Matt Koalska            | Centr               |
| 2000 | 6    | 173   | Tomáš Harant            | Obránce             |
| 2000 | 6    | 197   | Zbyněk Irgl             | Pravé křídlo        |
| 2000 | 7    | 203   | Jure Penko              | Brankář             |
| 2000 | 8    | 236   | Mats Christéen          | Obránce             |
| 2000 | 9    | 284   | Martin Höhener          | Obránce             |
| 2001 | 1    | 12    | Dan Hamhuis             | Obránce             |
| 2001 | 2    | 33    | Timofej Šiškanov        | Levé křídlo         |
| 2001 | 2    | 42    | Tomáš Slovák            | Obránce             |
| 2001 | 3    | 75    | Denis Platonov          | Pravé křídlo        |
| 2001 | 3    | 76    | Oliver Setzinger        | Levé křídlo         |
| 2001 | 4    | 98    | Jordin Tootoo           | Pravé křídlo        |
| 2001 | 6    | 178   | Anton Lavrentyev        | Obránce             |
| 2001 | 8    | 240   | Gustav Gräsberg         | Centr               |
| 2001 | 9    | 271   | Mikko Lehtonen          | Obránce             |
| 2002 | 1    | 6     | Scottie Upshall         | Pravé křídlo        |
| 2002 | 4    | 102   | Brandon Segal           | Pravé křídlo        |
| 2002 | 5    | 138   | Patrick Jarrett         | Centr               |
| 2002 | 6    | 172   | Mike McKenna            | Brankář             |
| 2002 | 7    | 203   | Josh Morrow             | Obránce             |
| 2002 | 8    | 235   | Kaleb Betts             | Útočník             |
| 2002 | 9    | 264   | Matthew Davis           | Brankář             |
| 2002 | 9    | 266   | Steven Spencer          | Obránce             |
| 2003 | 1    | 7     | Ryan Suter              | Obránce             |
| 2003 | 2    | 35    | Konstantin Glazačev     | Levé křídlo         |
| 2003 | 2    | 37    | Kevin Klein             | Obránce             |
| 2003 | 2    | 49    | Shea Weber              | Obránce             |
| 2003 | 3    | 76    | Richard Stehlík         | Obránce             |
| 2003 | 3    | 89    | Paul Brown              | Levé křídlo         |
| 2003 | 3    | 92    | Alexander Sulzer        | Obránce             |
| 2003 | 3    | 98    | Grigorij Šafigulin      | Centr               |
| 2003 | 4    | 117   | Teemu Lassila           | Brankář             |
| 2003 | 4    | 133   | Rustam Sidikov          | Brankář             |
| 2003 | 7    | 210   | Andrej Muchačev         | Obránce             |
| 2003 | 7    | 213   | Miroslav Hanuljak       | Brankář             |
| 2003 | 9    | 268   | Lauris Darzins          | Levé křídlo         |
| 2004 | 1    | 15    | Alexandr Radulov        | Pravé křídlo        |
| 2004 | 3    | 81    | Václav Meidl            | Centr               |
| 2004 | 4    | 107   | Nick Fugère             | Levé křídlo         |
| 2004 | 5    | 139   | Kyle Moir               | Brankář             |
| 2004 | 5    | 147   | Janne Niskala           | Obránce             |
| 2004 | 6    | 178   | Mike Santorelli         | Centr               |
| 2004 | 6    | 193   | Kevin Schaeffer         | Obránce             |
| 2004 | 7    | 209   | Stanislav Balán         | Útočník             |
| 2004 | 8    | 243   | Denis Kuljaš            | Obránce             |
| 2004 | 8    | 258   | Pekka Rinne             | Brankář             |
| 2004 | 9    | 275   | Craig Switzer           | Obránce             |
| 2005 | 1    | 18    | Ryan Parent             | Obránce             |
| 2005 | 3    | 78    | Teemu Laakso            | Obránce             |
| 2005 | 3    | 79    | Cody Franson            | Obránce             |
| 2005 | 5    | 150   | Cal O'Reilly            | Centr               |
| 2005 | 6    | 176   | Ryan Maki               | Pravé křídlo        |
| 2005 | 7    | 213   | Scott Todd              | Obránce             |
| 2005 | 7    | 230   | Patric Hörnqvist        | Pravé křídlo        |
| 2006 | 2    | 56    | Blake Geoffrion         | Levé křídlo         |
| 2006 | 4    | 105   | Niko Snellman           | Levé křídlo         |
| 2006 | 5    | 146   | Mark Dekanich           | Brankář             |
| 2006 | 6    | 176   | Ryan Flynn              | Pravé křídlo        |
| 2006 | 7    | 206   | Viktor Sjödin           | Levé křídlo         |
| 2007 | 1    | 23    | Jonathon Blum           | Obránce             |
| 2007 | 2    | 54    | Jeremy Smith            | Brankář             |
| 2007 | 2    | 58    | Nick Spaling            | Centr               |
| 2007 | 3    | 81    | Ryan Thang              | Levé křídlo         |
| 2007 | 4    | 114   | Ben Ryan                | Centr               |
| 2007 | 4    | 119   | Mark Santorelli         | Centr               |
| 2007 | 5    | 144   | Andreas Thuresson       | Pravé křídlo        |
| 2007 | 6    | 174   | Robert Dietrich         | Obránce             |
| 2007 | 7    | 204   | Atte Engren             | Brankář             |
| 2008 | 1    | 7     | Colin Wilson            | Centr               |
| 2008 | 1    | 18    | Chet Pickard            | Brankář             |
| 2008 | 2    | 36    | Roman Josi              | Obránce             |
| 2008 | 5    | 136   | Taylor Stefishen        | Útočník             |
| 2008 | 6    | 166   | Jeff Foss               | Obránce             |
| 2008 | 7    | 201   | Jani Lajunen            | Centr               |
| 2008 | 7    | 207   | Anders Lindbäck         | Brankář             |
| 2009 | 1    | 11    | Ryan Ellis              | Obránce             |
| 2009 | 2    | 41    | Zach Budish             | Pravé křídlo        |
| 2009 | 2    | 42    | Charles-Olivier Roussel | Obránce             |
| 2009 | 3    | 70    | Taylor Beck             | Levé křídlo         |
| 2009 | 3    | 72    | Michael Latta           | Centr               |
| 2009 | 4    | 98    | Craig Smith             | Centr               |
| 2009 | 4    | 102   | Mattias Ekholm          | Obránce             |
| 2009 | 4    | 110   | Nick Oliver             | Centr               |
| 2009 | 5    | 132   | Gabriel Bourque         | Levé křídlo         |
| 2009 | 7    | 192   | Cam Reid                | Centr               |
| 2010 | 1    | 8     | Austin Watson           | Pravé křídlo        |
| 2010 | 3    | 87    | Taylor Aronson          | Obránce             |
| 2010 | 5    | 101   | Patrick Cehlin          | Levé křídlo         |
| 2010 | 6    | 128   | Anthony Bitetto         | Obránce             |
| 2010 | 7    | 150   | David Elsner            | Útočník             |
| 2010 | 7    | 155   | Joonas Rask             | Centr               |
| 2011 | 2    | 38    | Magnus Hellberg         | Brankář             |
| 2011 | 2    | 52    | Miikka Salomäki         | Levé křídlo         |
| 2011 | 4    | 94    | Josh Shalla             | Levé křídlo         |
| 2011 | 4    | 112   | Garrett Noonan          | Obránce             |
| 2011 | 5    | 142   | Simon Karlsson          | Obránce             |
| 2011 | 6    | 170   | Chase Balisy            | Utočník             |
| 2011 | 7    | 202   | Brent Andrews           | Levé křídlo         |
| 2012 | 2    | 37    | Pontus Åberg            | Levé a pravé křídlo |
| 2012 | 2    | 50    | Colton Sissons          | Pravé křídlo        |
| 2012 | 3    | 66    | Jimmy Vesey             | Levé křídlo         |
| 2012 | 3    | 89    | Brendan Leipsic         | Centr               |
| 2012 | 4    | 112   | Zach Stepan             | Centr               |
| 2012 | 4    | 118   | Mikko Vainonen          | Obránce             |
| 2012 | 6    | 164   | Simon Fernholm          | Obránce             |
| 2012 | 6    | 172   | Max Görtz               | Pravé křídlo        |
| 2012 | 6    | 179   | Marek Mazanec           | Brankář             |

## Fotogalerie

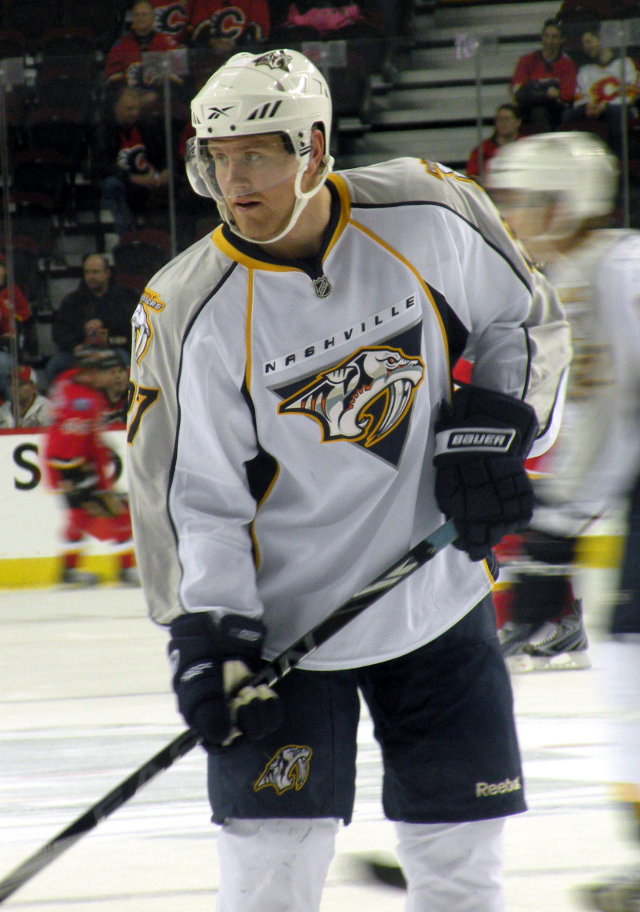
Patric Hornqvist který byl draftován z 230. místa v roce 2005.
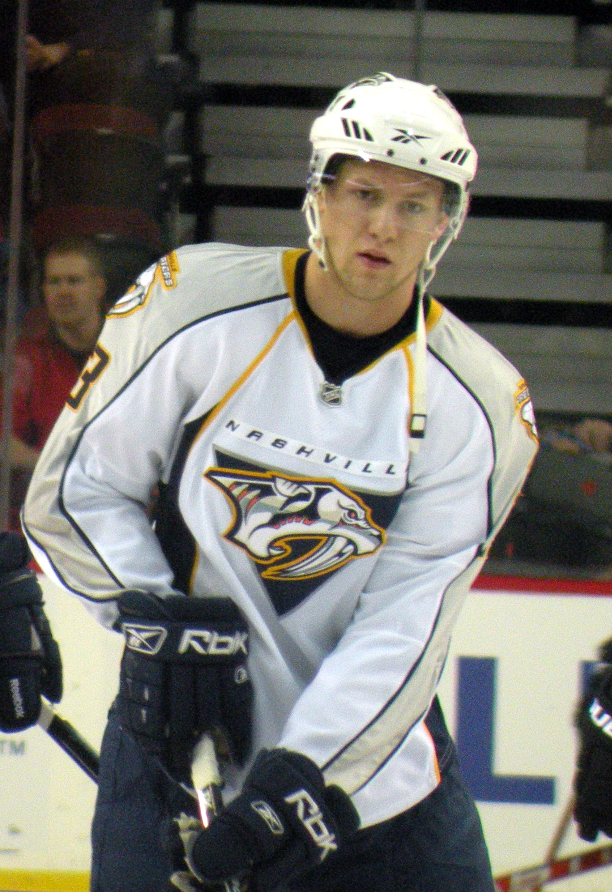
Nick Spaling který byl draftován z 58. místa v roce 2007.
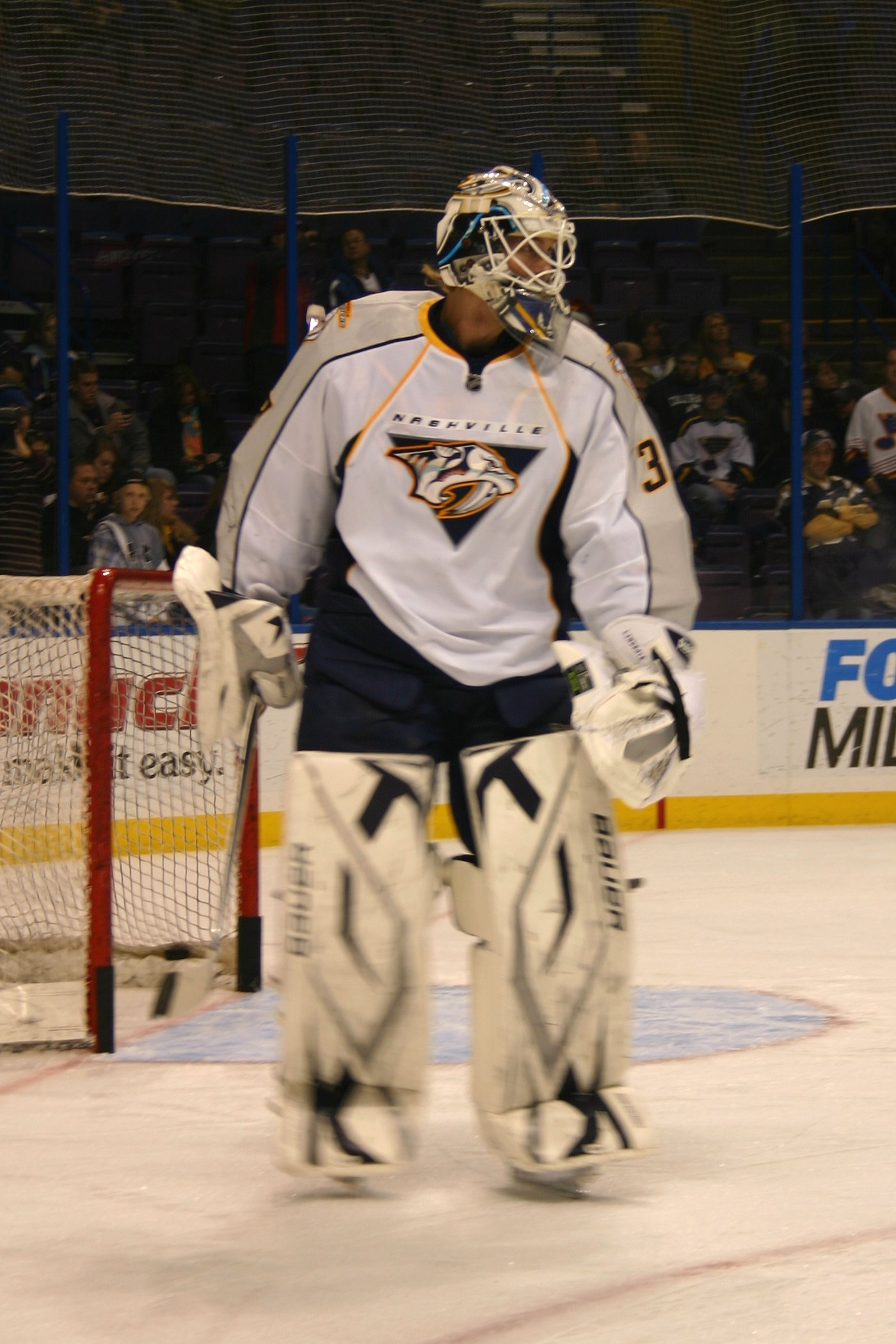
Anders Lindbäck který byl draftován z 207. místa v roce 2008.